# Le Renouveau (journal)
Pour les articles homonymes, voir Le Renouveau.
Le Renouveau (arabe : لورونوفو) est un quotidien tunisien en langue française qui paraît à Tunis à partir du 20 mars 1988 en remplacement du journal L'Action. Il cesse de paraître à l'occasion de la révolution tunisienne de 2011,.
Édité par le groupe Dar El Amal, il se définit comme un « quotidien d'informations générales ». Il est aussi l'organe du Rassemblement constitutionnel démocratique, parti au pouvoir pendant la présidence de Zine el-Abidine Ben Ali, et relaie donc les positions gouvernementales,.